# Nanger
Nanger è un genere comprendente alcune specie di gazzelle. Considerato originariamente come un sottogenere del genere Gazella, in seguito è stato elevato al rango di genere a sé stante. A questo genere appartengono tre specie:
- Genere Nanger
  - Gazzella dama, N. dama
  - Gazzella di Grant, N. granti
  - Gazzella di Soemmerring, N. soemmerringii